# 拉波夫拉德塞尔沃莱斯
拉波夫拉德塞尔沃莱斯，是西班牙加泰罗尼亚莱里达省的一个市镇。 总面积62平方公里，总人口224人（2001年），人口密度4人/平方公里。